# Jeen van den Berg
Jeen van den Berg (De Veenhoop, 8 januari 1928 – Heerenveen, 8 oktober 2014) was een Nederlands schaatser op de langebaan en de marathon. Hij is vooral bekend als de winnaar van de Elfstedentocht van 1954.

## Biografie
Van den Berg maakte zijn Elfstedentochtdebuut in 1947. De tocht van 1954 won hij in een tijd van 7 uur en 35 minuten, een record dat pas 31 jaar later verbeterd werd. In de tocht van 1956 eindigde hij als zesde, vanwege een kromme schaats, op acht minuten van een kopgroep die met z'n vijven hand-in-hand over de finish ging. Nadat de kopgroep gediskwalificeerd werd, bood de organiserende vereniging hem de eerste prijs aan, maar hij vond daarop geen recht te hebben, zodat er geen winnaar werd aangewezen. In de zware tocht van 1963 finishte hij als derde. In 1985, 1986 en 1997 reed hij de Elfstedentocht als toerrijder.
Van den Berg was ook een goed langebaanschaatser. Hij nam twee keer deel aan de Olympische Winterspelen. Op de Spelen van 1956 werd hij 24e op de 5000 meter. In 1960 werd hij respectievelijk 19e en 22e op de 5000 en 10.000 meter. In 1973 werd hij op 44-jarige leeftijd de eerste Nederlandse kampioen marathonschaatsen. In 1999 werd hij wereldkampioen allround boven de 70 jaar. In 2000 nam Van den Berg als official bij het NK afstanden in Thialf afscheid van de schaatssport.
Jeen van den Berg won in totaal ruim duizend prijzen. De trofeeën die hij in de loop van de jaren verzamelde, schonk hij in 2004 aan het Eerste Friese Schaatsmuseum in Hindeloopen.
Hij was van beroep onderwijzer in Nij Beets en later in Heerenveen. Van den Berg was ereburger van de gemeente Heerenveen en Ridder in de Orde van Oranje-Nassau. Hij overleed in 2014 op 86-jarige leeftijd, nadat hij eerder dat jaar een hersenbloeding had gehad. Er werd afscheid van hem genomen in Thialf en daarna werd hij in besloten kring gecremeerd.

## Persoonlijke records
| Afstand      | Tijd    | Datum            | Baan         |
| ------------ | ------- | ---------------- | ------------ |
| 500 meter    | 44,8    | 24 januari 1959  | Oslo         |
| 1000 meter   | 1.43,5  | 20 februari 1954 | Appingedam   |
| 1500 meter   | 2.16,5  | 31 januari 1960  | Davos        |
| 3000 meter   | 4.48,4  | 14 januari 1959  | Hamar        |
| 5000 meter   | 8.08,5  | 16 februari 1960 | Squaw Valley |
| 10.000 meter | 17.04,4 | 07 februari 1960 | Davos        |

## Resultaten
| Jaar | NK allround | EK allround           | Olympische Spelen | WK allround | Elfstedentocht | Ronde van Loosdrecht | Ronde van Spannenburg |
| ---- | ----------- | --------------------- | ----------------- | ----------- | -------------- | -------------------- | --------------------- |
| 1950 | NS3         | -                     |                   | -           |                | -                    |                       |
| 1954 | 6e          | -                     | -                 | Goud        | -              |                      |                       |
| 1955 | 5e          | -                     | -                 |             |                |                      |                       |
| 1956 | Zilver      | -                     | 24e 5000m         | -           | 6e             |                      |                       |
| 1957 |             |                       |                   | 16e         |                |                      |                       |
| 1958 | 16e         | 16e                   |                   |             |                |                      |                       |
| 1959 | 16e         | 15e                   |                   |             |                |                      |                       |
| 1960 | 13e         | 19e 5000m 22e 10.000m | 13e               |             |                |                      |                       |
| 1962 | 11e         | -                     |                   | -           | 1 [ 8 ]        |                      |                       |
| 1963 | 6e          | -                     | -                 | Brons       |                |                      |                       |
| 1964 | -           | -                     | -                 | -           |                | Goud                 | -                     |

- = geen deelname
NS3 = niet gestart op de 3e afstand
grijs = betreffende wedstrijd werd niet gereden dat jaar
- Gemeinsame Normdatei: 17332889X
- International Standard Name Identifier: 0000 0003 9689 1831
- Library of Congress Control Number: nb2023001237
- Nederlandse Thesaurus van Auteursnamen: 069122504
- Virtual International Authority File: 313034317
- WorldCat: E39PBJg8GhCtbGhqWBj9FgMQMP